# Chu Ninh
Chu Ninh (chữ Hán giản thể: 周宁) là một huyện thuộc địa cấp thị Ninh Đức, tỉnh Phúc Kiến, Cộng hòa Nhân dân Trung Hoa. Huyện Chu Ninh được thành lập năm 1945. Huyện này nằm ở độ cao trung bình 800 m trên mực nước biển, dân số 183.000 người. Huyện lỵ đóng ở trấn Sư Thành. Về mặt hành chính, huyện này được chia thành 6 trấn, 3 hương.
- Trấn: Sư Thành, Hàm Thôn, Phổ Nguyên, Thất Bộ, Lý Đôn, Thuần Trì.
- Hương: Tứ Kiều, Lễ Môn, Mã Hàng.